# Mic dejun

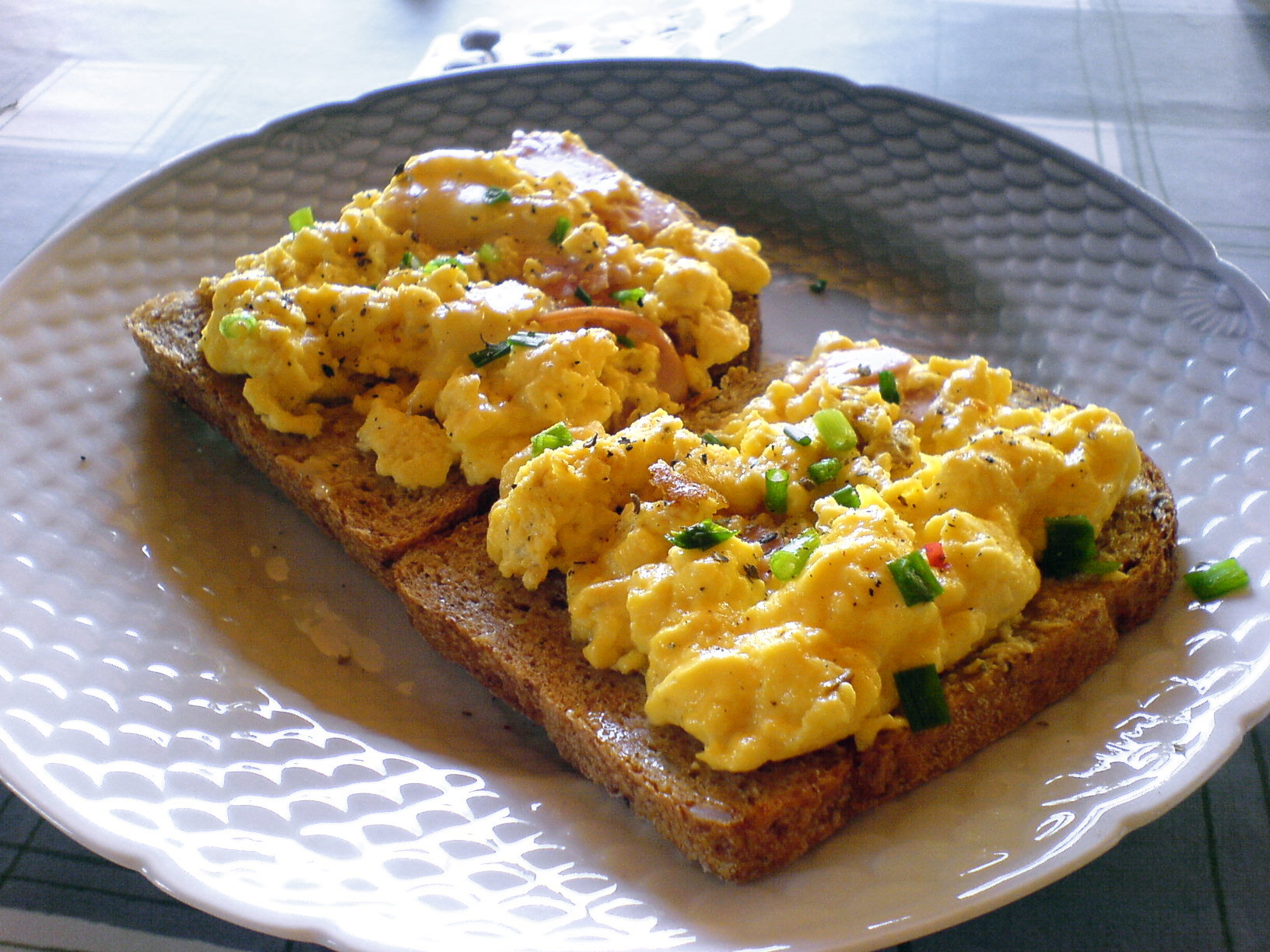
Pâine prăjită cu jumări.

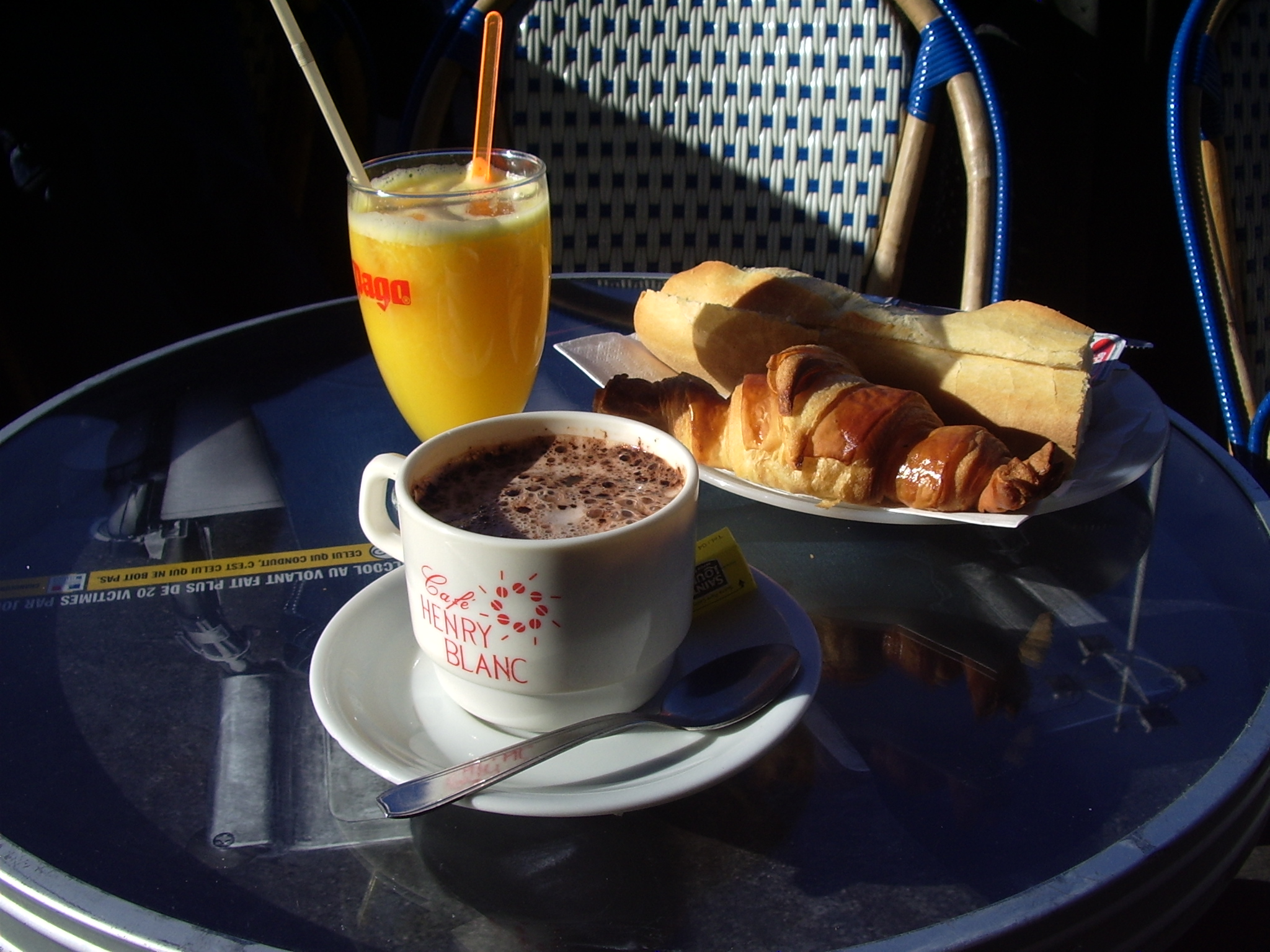
Mic dejun francez

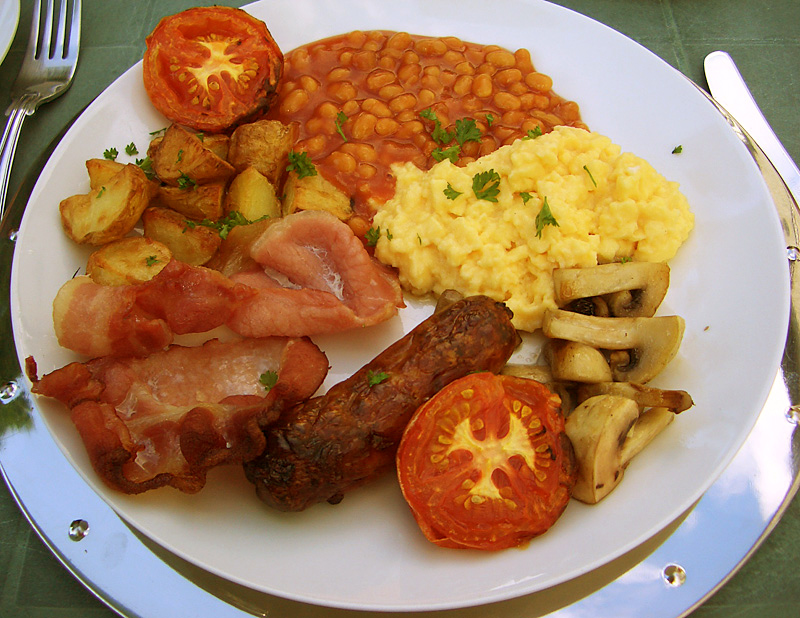
Mic dejun englez

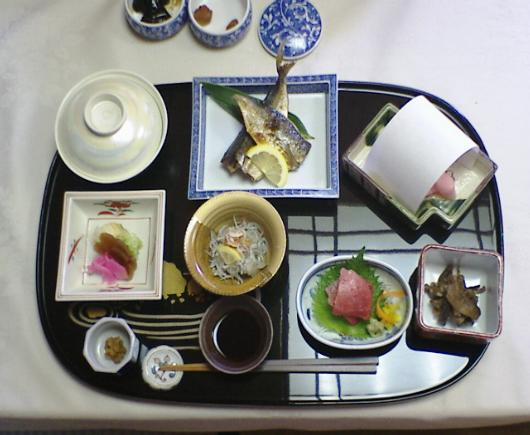
Mic dejun tradițional japonez

Micul dejun este o mâncare care se ia de regulă dimineața. Este într-o mare măsură considerată să fie masa cea mai importantă a zilei. De obicei constă din produse bogate în valoare energetică, spre exemplu pâine, șuncă, brânză, cereale, legume fragede, marmeladă, ouă, ș.a.m.d., și este servit cu băuturi calde, precum ceai, lapte, cafea, sau suc.

## Mic dejun tipic în lume
| Țară                               | Produse alimentare tipice | Băuturi tipice | Comentarii |
| ---------------------------------- | --- | --- | --- |
| Afganistan                         | pâine afgană, caimac, brânză proaspătă cu migdale și frunze proaspete de mentă, unt, marmeladă (în special gem de gutui și de mere), ochiuri cu roșii, coriandru, ardei iute și piper, halva, halim (terci) | ceai verde cu cardamom sau caimac chai (ceai fiert cu lapte, zahăr și cardamom)                                                                   | Ceaiul cu pâinea proaspăt coaptă reprezintă micul dejun principal. |
| Australia                          | cornflakes; pâine prăjită cu Vegemite, bacon afumat și ouă | cafea, ceai | |
| Brazilia                           | Adesea semmel cu unt sau pão de queijo (un fel de pâine), șuncă, produse de patiserie și fructe. café Colonial este populară în regiunea de sud. | Cafea, de cele mai multe ori neagră cu o neobișnuit de mare cantitate de zahăr pentru europeni, cu lapte și suc de portocale.                     | |
| China                              | supă de orez, supă cu tăiței, turte (Shaobing, sau în vestul Chinei Nang), lapte de soia, sare, legume și alte mâncăruri calde. | ceai verde chinezesc | |
| Egipt                              | fasole, scrob, chubs (pâine), falafel (chiftele din năut) | ceai, rar cafea, suc | Adesea pâine cu gem. |
| Elveția                            | pâine cu gem, miere sau ciocolată; sandwichuri cu brânză sau mezeluri, omletă, ouă fierte sau ouă prăjite, rar cu bacon, musli sau fulgi de porumb, iaurt, cereale sau făină de ovăz, rar (mai ales la țară) rösti, fructe | cafea, cafea cu lapte (Schale), lapte, Ovomaltine, ceai, cacao, suc de portocale sau similare                                                     | Există diferențe regionale puternice |
| Franța                             | pâine cu produse dulci (gem, miere, ciocolată) sau unt, croissant sau alte produse de patiserie; cereale; rareori iaurt sau brânză | cafea cu lapte, cafea neagră espresso, ciocolată fierbinte sau suc                                                                                | |
| Germania, Austria, Olanda, Flandra | produse de patiserie (în principal pâine, chifle, pesmet, care în funcție de regiune este dulce sau nu) și produse de patiserie (plăcintă, muffins, biscuiți, Keks etc.); brânză, cârnaț, gem, sirop de zahăr, miere, müsli, iaurt, brânză de vaci, fructe, un ou moale sau tare, omletă și ouă prăjite, costiță | cafea, ras sau regional ceai, lapte, suc, cacao                                                                                                   | |
| Guatemala                          | pâine albă,turte din porumb, pâine prăjită, omletă, fasole (refritos), felii de banane prăjite | cafea, suc de fructe | |
| Iran                               | Mast-o-Khiar (supă rece de iaurt cu mentă și legume proaspete), Ash (supă fierbinte, cu legume și linte), brânză feta, Halim (terci), pâine , iaurt, miere, gem (de multe ori gem de morcov) | ceaiul negru de multe ori puternic îndulcit, suc sau cafea turcea                                                                                 | În timpul ramadanului și vinerea nu se mănâncă și se bea după răsărit. |
| Italia                             | pesmeți, unt, gem, cornet (cornetto) cu sau fără umplutură de budincă, gem sau cremă de ciocolată | lapte, cappuccino, cafea neagră sau espresso | În restaurante tort, fructe, brânză și cârnați. |
| Japonia                            | Tradițional: orez, Tsukemono, pește prăjit, miso, nori alge marine, Natto (mai ales în estul Japoniei). În gospodăriile particulare, de multe ori resturile de la cina din ziua precedentă. În vest: pâine prăjită (de obicei mai groasă decât în Europa), gem. | Tradițional: ceai verde japonez. În vest: cafea, ceai negru și anume Royal Milk Tea, suc                                                          | |
| Marea Britanie, Irlanda            | Mic dejun complet: cârnați, șuncă, omletă sau ouă prăjite, eventual, fasole, roșii prăjite, budincă neagră (negru sau budincă albă, comun în Scoția, standard, în Irlanda), hash browns (similar cu cartofi prăjiți). De asemenea: pâine prăjită cu gem / marmeladă, ou fiert. Originar din Scoția: terci de cereale, hering la grătar rece-afumate (hering afumat). În Irlanda, vin, uneori, ciuperci uscate. În Ulster / Irlanda de Nord și cartofi (boxty) și / sau pâine de cartofi (această variantă este numită ulster fry). | Ceai sau cafea | |
| Mexic                              | O gamă largă de produse de patiserie dulci, fructe, dar, de asemenea, mâncăruri calde, tortilla mexicană. | Cafea, un fel de cafea cu lapte, pregătită cu o cafea foarte tare, ușor gros de lichid (nu espresso)                                              | |
| Polonia                            | Tradițională (vechi): Un terci cald, terci (Owsianka), apoi câteva felii de pâine cu salam sau brânză feliată și gem. Ușor: ou fiert sau omletă cu câteva felii de pâine, cârnați și brânză, legume cum ar fi castraveți și roșii. | Opțional, ceai, cafea, cereale, ceai sau ciocolată caldă.                                                                                         | Recent, de asemenea, cereale pentru micul dejun și musli devin tot mai populare. |
| România                            | În România, tradițional la micul dejun se mănâncă pâine cu unt sau margarină și dulceață, ori gem. Uneori se adaugă salam sau pate de ficat, ori brânză. Conform unui studiu din 2014, 35% din români mănâncă la mic dejun mâncare preparată precum omletă sau ouă ochiuri, iar 15% mănâncă sandwichuri. | Lapte, ceai, cafea. 66% din români beau cafea la micul dejun, iar dintre aceștia, 67% preferă cafeaua la ibric, 28% la filtru și 3% la espressor. | Mai nou, românii au început să folosească cerealele cu lapte și fructe uscate. Clătitele servite cu dulceață, gem sau brânză sunt comune în meniul românilor, însă mai recent au început a fi servite și ca mic dejun în weekend. |
| Rusia                              | Terci de ovăz este tipic în Rusia pentru micul dejun, ouă fierte sau ouă prăjite, unt sau pâine, dulciuri. | cafea, cacao, ceai | |
| Suedia                             | pâine crocantă, pește, fulgi de ovăz sau Filmjölk, de multe ori Köttbullar, ouă, pâine și chifle cu umpluturi dulci sau cimbru. | cafea sau ceai, suc | |
| Spania                             | cornuri, churros și churros cu ciocolată sau alte produse de patiserie, pâine cu ulei de măsline, roșii și jambon | cafea, ceai sau suc de portocale | Mic dejun, de obicei, foarte modest. |
| Turcia                             | pâine albă (de multe ori simit), telemea, măsline, roșii, castraveți, caimac, iaurt | ceai negru, (rar cafea, lapte) | |
| Uganda                             | Fasole cu orez, mămăligă, etc, chapati (similar cu clătite), mandazi (similar cu gogoși), cartofi dulci prăjiți sau fierți, fulgi de ovăz, omletă ("Rolex"). În vest: pâine cu unt sărat, gem sau arahide sau pastă de susan (nu foarte frecvent) | Ceai negru puternic îndulcit sau ceai cu lapte.                                                                                                   | Micul dejun este servit în Uganda numai în jurul orei 10. |
| USA                                | cereale, pâine prăjită sau clătite cu unt, șuncă, cartofi prăjiți (cum ar fi hash browns), preparate din ouă | Cafea și suc de portocale. | Variații regionale |
| Vietnam                            | Tradiționale: Pho (supă de orez cu tăiței) cu carne de vită, pește sau pui West: clătite cu banane sau alte fructe, baghete cu gem, fructe | ceai verde vietnamez , cafea (cu lapte condensat îndulcit)                                                                                        | |